# 北川豊秀
北川 豊秀（きたがわ とよひで、生没年不詳）とは、江戸時代中期の大坂の浮世絵師。

## 来歴
師系不詳。大坂の人。一信亭、一流亭、豊秀と号す。天保（1830年 - 1844年）の頃に、大坂で役者絵などを描いて活躍した。天保9年（1838年）の大坂若太夫芝居で上演された『義士の添書』に取材した役者絵「早ノ勘平 市川森之助」の頃から、作例が確認できる。天保の改革で役者絵の版行が禁止されるまで、濃厚な色彩の大判作品を残している。画風は、歌川芳梅に似ている。

## 作品
- 「片岡我童」大判